# Ruta Nacional 57 (Argentina)

Mapa del recorrido de la vieja Ruta Nacional 57.

La Ruta Nacional 57 era el nombre que tenía entre 1974 y 1978 la carretera de montaña de 127 km en el extremo norte de las provincias de Jujuy y Salta que une el empalme con la Ruta Nacional 9 en la ciudad jujeña de La Quiaca y el pueblo Santa Victoria en Salta, y el camino de 36 km entre el paraje Angosto del Pescado (desde 1974 perteneciente al parque nacional Baritú) y el Puente Internacional de Aguas Blancas en el enlace con la Ruta Nacional 50.
La traza de la Ruta Nacional 57 debía unir el pueblo de Santa Victoria y el paraje Angosto del Pescado en un recorrido de 150 km, pero este camino nunca se construyó. En 1954 se finalizó su pavimentación en el marco del segundo plan quinquenal.
El 1 de julio de 1974 ambas provincias transfirieron la ruta a la Nación. Mediante el Convenio celebrado el 20 de marzo de 1978 entre la Dirección Nacional de Vialidad y las vialidades provinciales, la jurisdicción de este camino regresó a ambas provincias del noroeste argentino. El Convenio fue refrendado por Ley Provincial 5.529 en Salta promulgada el 24 de enero de 1980.
La denominación actual de la ruta en la Provincia de Jujuy es la Ruta Provincial 5, mientras que en Salta el tramo entre el Abra del Lizoite, en el límite interprovincial, hasta Santa Victoria actualmente es la Ruta Provincial 7 y el tramo entre Angosto del Pescado hasta Aguas Blancas corresponde a la Ruta Provincial 19.

## Localidades
Las ciudades y pueblos por los que pasa esta ruta de este a oeste son los siguientes (los pueblos con menos de 5.000 habitantes figuran en itálica).

### Provincia de Salta
Recorrido: 255 km (kilómetro 0-255).
- Departamento Orán: Aguas Blancas (kilómetro 0), Angosto del Pescado (km 36).

- Departamento Santa Victoria: Santa Victoria (km 186), La Huerta (km 195) y Lizoite (km 218).

### Provincia de Jujuy
Recorrido: 55 km (km 255-310).
- Departamento Yavi: Suripugio (km 279), Yavi (km 293) y La Quiaca (km 310).